# Karel Leopold Meklenbursko-Zvěřínský
Karel Leopold Meklenbursko-Zvěřínský (německy Karl Leopold von Mecklenburg-Schwerin, 26. listopadu 1678, Grabow – 28. listopadu 1747, Dömitz) byl od roku 1713 meklenbursko-zvěřínským vévodou.

## Život
Karel Leopold se narodil jako druhorozený syn Fridricha Meklenburského a jeho manželky Kristýny Vilemíny Hesensko-Homburské. Vévodou se stal po smrti svého staršího bratra Fridricha Viléma, který zemřel v roce 1713 bez manželských potomků.
Karel Leopold se třikrát oženil. Jeho první manželkou byla Žofie Hedvika (1690–1734), dcera prince Jindřicha Kazimíra II. Nasavsko-Dietzského a jeho manželky Henrietty Amálie Anhaltsko-Desavské. Svatba se odehrála v Leeuwardenu 27. května 1709; ženichovi bylo třicet let a nevěstě devatenáct. Následujícího roku 1710 se manželé rozvedli.
Podruhé se oženil 7. června 1710 ve městě Doberau s Kristýnou von Lepel (1692–1728), dcerou Mikuláše Fridricha von Lepel a jeho manželky Leveky vonn Plessen. Manželé se 2. října 1711 rozvedli. Obě tato manželství zůstala bezdětná.
Jeho třetí manželkou se stala ruská velkokněžna Kateřina Ivanovna, dcera cara Ivana V. a jeho manželky Praskovje Fjodorovny Saltykovové. Svatba se uskutečnila 19. dubna 1716 ve městě Gdaňsk. Měli spolu dceru Annu, která se provdala za Antonína Oldřicha Brunšvicko-Wolfenbüttelského, s nímž měla pět dětí; také v letech 1740 až 1741 vládla jako regentka Ruska za svého nezletilého syna cara Ivana VI.